# Tania Vanesa Rincón
Tania Vanessa Rincón Sánchez (La Piedad, Michoacán; 15 de diciembre de 1986) más conocida como Tania Rincón, es una conductora, presentadora y actriz de televisión mexicana, conocida por su trabajo en el programa matutino Venga la Alegría de TV Azteca. También fue la ganadora de La Academia de Venga la Alegría 2014. Actualmente, es conductora del programa matutino Hoy de Televisa.
Incursionó brevemente como modelo en los inicios de su carrera, siendo ganadora del certamen Nuestra Belleza Michoacán en 2006, y en ese mismo año, semifinalista del concurso Nuestra Belleza México.

## Biografía
Tania nació el 15 de diciembre de 1986 en La Piedad, Michoacán. En 2004 tuvo su primer debut para participar en un programa de la televisora local de La Piedad llamada Videa Televisión, en donde tuvo la oportunidad de conducir junto a otras personas el programa Oxígeno.
En 2006 fue ganadora del certamen "Nuestra Belleza Michoacán", gracias a lo cual ganó la oportunidad de concursar ese mismo año en la 13.ª edición del certamen Nuestra Belleza México, en el cual quedó como semifinalista.
Tras esta experiencia, Tania decide abrirse camino en el mundo de la conducción y en 2007 realiza su debut en el programa Sobre el asfalto, transmitido por el canal 8 de Telecable. Su gran belleza y talento pronto le abrieron las puertas del éxito y en 2008 obtiene la conducción del programa Lo mejor de Fox Sports, transmitido por la cadena Fox Sports. En 2008 también logra entrar a TV Azteca, en donde condujo el programa Top Ten de ese año hasta 2010. En 2011 consigue su gran oportunidad al ser invitada a formar parte del equipo de conductores del popular programa de variedades Venga la alegría. El 11 de agosto de 2009 contrajo matrimonio con Erick Aguilar V. En 2013 ingresó al concurso La Isla: el Reality donde quedó en 4.º lugar. En 2015 fue invitada a participar como conductora en el programa Baila si puedes junto a su compañero Alfonso de Anda quien será participante en el mismo programa.
En 2016 se confirmó que regresará La Isla: el Reality en la temporada de exparticipantes. Pero antes de ingresar al reality, durante julio de 2016 anuncia que está esperando su primer hijo, en septiembre confirma que espera un niño al cual llamará Patricio, el cual nació el 16 de febrero de 2017 a las 7:32 a. m., con 3 k 448 g y 51 cm.
En mayo de 2019, Tania Rincón deja el programa Venga la alegría debido a que según ella quería estar en el mundo de los deportes a través de Azteca Deportes durante la cobertura de la Copa Oro y la Copa América en el programa deportivo Los protagonistas. Posteriormente, en junio del mismo año, luego de su participación en la cobertura de deportes, anuncia su salida de TV Azteca tras 11 años de laborar en la empresa.
A principios de 2020 consigue su gran oportunidad al ser invitada a formar parte de Televisa bajo la producción de Magda Rodríguez en el programa Guerreros (conocido en su primera temporada como Guerreros 2020) a lado de Mauricio Barcelata.
Luego de dicha información, a finales de julio del mismo año en este mismo programa, anuncia su segundo embarazo, dando a conocer que se trata de una niña a la cual llamó Amelia.
En 2021, se confirma que conducirá la segunda temporada de Guerreros (conocida como Guerreros 2021), pero ahora bajo la producción ejecutiva de Rosa María Noguerón. Y ese mismo año se integra como conductora principal al programa Hoy.
La noche del 28 de febrero de 2023, tras más de 16 años de relación y 11 de casados, tomó la decisión de separarse de su esposo, Daniel Pérez.
En febrero de 2024, TelevisaUnivision presentó un nuevo programa de concursos titulado Cero ruido, en el que dos equipos conformados por dos familias y una celebridad llevarían a cabo diferentes dinámicas en las que la meta es hacer la menor cantidad de ruido posible. La conducción principal recaería en Tania Rincón, y la emisión planeaba estrenarse el 4 de marzo en horario estelar por Canal 5. El programa marcaría el regreso de Rincón a la conducción.

## Conducción
| Año         | Programa                | Papel                  |
| ----------- | ----------------------- | ---------------------- |
| 2004        | Oxígeno                 | Conductora             |
| 2007        | Sobre el Asfalto        | Presentadora           |
| 2008 - 2014 | Lo mejor de Fox Sports  | Presentadora deportiva |
| 2008 - 2010 | Top Ten                 | Presentadora           |
| 2011 - 2019 | Venga la alegría        | Presentadora           |
| 2014 - 2017 | Venga el domingo        | Presentadora           |
| 2014        | Fox para todos (México) | Presentadora           |
| 2015        | Baila si puedes         | Presentadora           |
| 2017 - 2018 | Cambio de Juego         | Presentadora           |
| 2020 - 2021 | Guerreros México        | Presentadora           |
| 2021-       | Hoy                     | Presentadora           |
| 2024        | Cero ruido              | Presentadora           |

## Concursos de televisión
| Año  | Concurso                         | Notas                                     |
| ---- | -------------------------------- | ----------------------------------------- |
| 2021 | Las estrellas bailan en Hoy      | Participante                              |
| 2020 | Minuto para ganar VIP            | Participante invitada                     |
| 2017 | Escape perfecto                  | Participante invitada                     |
| 2016 | La Isla, el reality: La Revancha | Participante (6.ª Eliminada) (16° Lugar)  |
| 2014 | La Academia de Venga la alegría  | Participante, ganadora                    |
| 2013 | La Isla, el reality              | Participante (15.ª Eliminada) (4.º Lugar) |
| 2006 | Nuestra belleza México           | Participante                              |

## Programas de TV
| Año  | Programa                    | Papel / Descripción |
| ---- | --------------------------- | ------------------- |
| 2020 | Miembros al aire            | Ella misma          |
| 2020 | Me caigo de risa            | Ella misma          |
| 2020 | Hoy                         | Ella misma          |
| 2020 | Cuéntamelo Ya! Al fin!      | Ella misma          |
| 2020 | Laura sin censura           | Ella misma          |
| 2020 | Con permiso                 | Ella misma          |
| 2020 | Montse y Joe                | Ella misma          |
| 2019 | Vis a vis: con Pedro Prieto | Ella misma          |
| 2015 | El Hormiguero MX            | Invitada            |
| 2006 | Venga la Alegría            | Conductora          |

## Comerciales de TV
| Año  | Comerciales televisivos | Papel / Descripción |
| ---- | ----------------------- | ------------------- |
| 2019 | Cicatricure             | Ella misma          |
| 2018 | Cicatricure             | Ella misma          |

## Radio, podcast y programas web
| Año  | Programa, radio, podcast | Descripción / Rol |
| ---- | ------------------------ | ----------------- |
| 2020 | La Cotorrisa             | Ella misma        |
| 2020 | Pinky promise            | Ella misma        |
| 2020 | La nueva vida fit        | Ella misma        |
| 2020 | DEMENTES Podcast         | Ella misma        |
| 2019 | Espejito Espejito        | Ella misma        |
| 2019 | Par de dos               | Ella misma        |
| 2019 | El frasco                | Ella misma        |
| 2015 | CynCensura               | Ella misma        |